# Cart ruts di Siracusa
Nella città di Siracusa, in Sicilia, sono visibili numerose tracce di quelli che il mondo accademico appella cart ruts (i solchi di carro), localmente meglio noti con il nome di carraie greche o, più raramente, binari di pietra.

## Contesto generale dei cart ruts
In Sicilia la città di Siracusa rappresenta il luogo dove il fenomeno dei cart ruts risulta maggiormente esteso, ma esso è presente anche nei suoi dintorni: nei pressi di Augusta e nei pressi di Vendicari ed Eloro (Noto), dove ufficialmente i solchi sono noti come «carraie ellenistiche». Tale fenomeno tocca inoltre il litorale agrigentino, con la Valle dei Templi, nella Sicilia centrale (dove i solchi prendono il nome di «canali d'acqua»), e si può osservare altresì nella punta occidentale di Sicilia: nel trapanese (essenzialmente nei pressi di Marsala, comprese le sue isole).

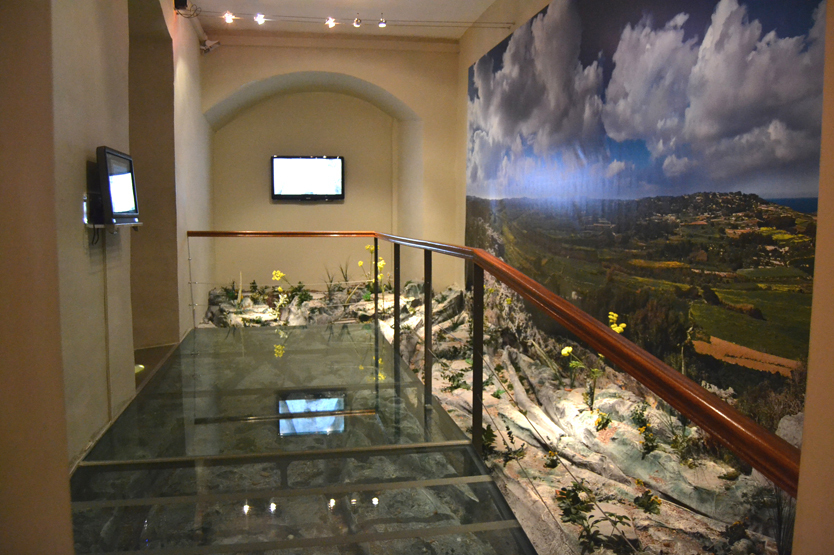
Dei cart ruts incoporati nella Hall del museo nazionale di archeologia della Valletta, a Malta

Intorno alla Sicilia, sia a sud che a nord-ovest, i cart ruts sono presenti: in Sardegna, dove sono diffusi in vaste aree da nord a sud dell'isola, e nell'arcipelago maltese: i solchi dell'isola di Malta sono particolarmente famosi nel mondo accademico e spesso vengono presi come metro di comparazione per il resto dei cart ruts distribuiti altrove. Data anche la stretta vicinanza geografica che vi è tra i maltesi e i siracusani, sono numerose le analogie fatte tra i rispettivi siti archeologici delle due regioni fisiche.
Anche nella parte continentale della penisola italiana si possono riscontrare i cart ruts (se pur in pochi punti della stessa): in Puglia, nei pressi di Monopoli, tra il Lazio e la Toscana: esattamente nella Maremma, e infine nel Trentino-Alto Adige, a Bressanone, e in Valle d'Aosta, nella località di Donnas. Varcati i confini nazionali da nord, i cart ruts affiorano in numerose parti d'Europa, abbracciando più paesi come Germania, Francia, Svizzera, Spagna, Regno Unito e altri ancora. Essi sono visibili anche in Turchia e in Crimea (come nel sito archeologico di Eski-Kermen, nella punta occidentale della regione che si affaccia sul mar Nero, dove i solchi affiancati alle tombe, risalti si pensa al VI secolo a.C., ricordano molto il contesto siracusano, dove si riscontrano delle similitudini nella cosiddetta Via dei Sepolcri).
Solchi sono altresì osservabili in alcune zone costiere dell'Africa e persino nelle Americhe, cambiando appellativo e datazione a seconda del luogo nei quali vengono riscontrati (negli Stati Uniti d'America, come ad esempio in Colorado, essi prendono il nome di «wagon ruts» o «wagon tracks» e, nonostante sembrino mostrare la medesima antichità di quelli europei, la loro edificazione viene datata a non prima del XIX secolo).

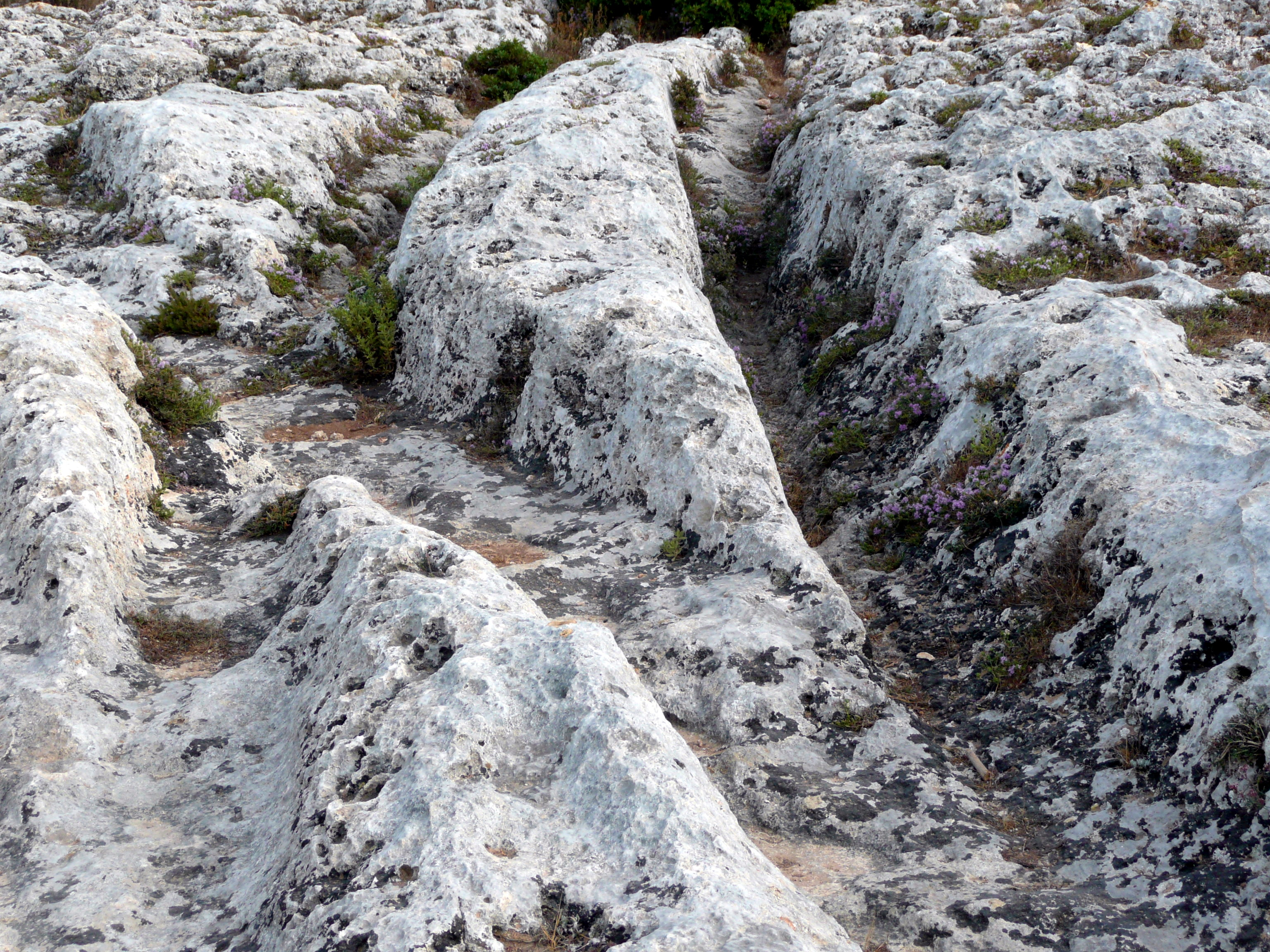
Uno dei cosiddetti "cambi" binari a Clapham Junction (Misrah Ghar il-Kbir); i medesimi che si possono notare a Siracusa: un binario va a destra, l'altro va a sinistra; i due si incontrano formando una V, comune a moltissimi cart ruts

Per quel che riguarda i solchi europei e ancor più nello specifico quelli mediterranei, essi hanno delle precise caratteristiche in comune: il solco, la carraia o binario, può sfociare in una serie di incroci molto complessi in quanto le due linee parallele che normalmente scorrono dritte o curvano all'unisono, vanno a intersecarsi con numerose altre coppie di solchi, prendendo ciascuna una direzione diversa e spesso interrompendosi senza apparente ragione tutte insieme; ciò è particolarmente visibile sia a Malta che in Sardegna e anche a Siracusa (in contrada Targia). I più noti solchi maltesi prendono il nome di «Clapham Junction», a Misraħ Għar il-Kbir, volendo sottolineare la loro somiglianza con lo snodo ferroviario britannico dell'omonima stazione.
Altra caratteristica comune a tanti cart ruts è la presenza nelle immediate vicinanze, o addirittura tra i solchi stessi, di necropoli: l'isola di Sardegna, in tal senso, con le sue vaste e rilevanti tracce archeologiche, non coperte da un successivo strato urbano dettato dal susseguirsi di civiltà (come piuttosto è accaduto a Siracusa), rappresenta un importante esempio per cercare di meglio comprendere le dinamiche nelle quali si svilupparono i cart ruts.

## Ipotesi sulla loro funzione e datazione

### L'ipotesi delle carraie: carro trainato da animali

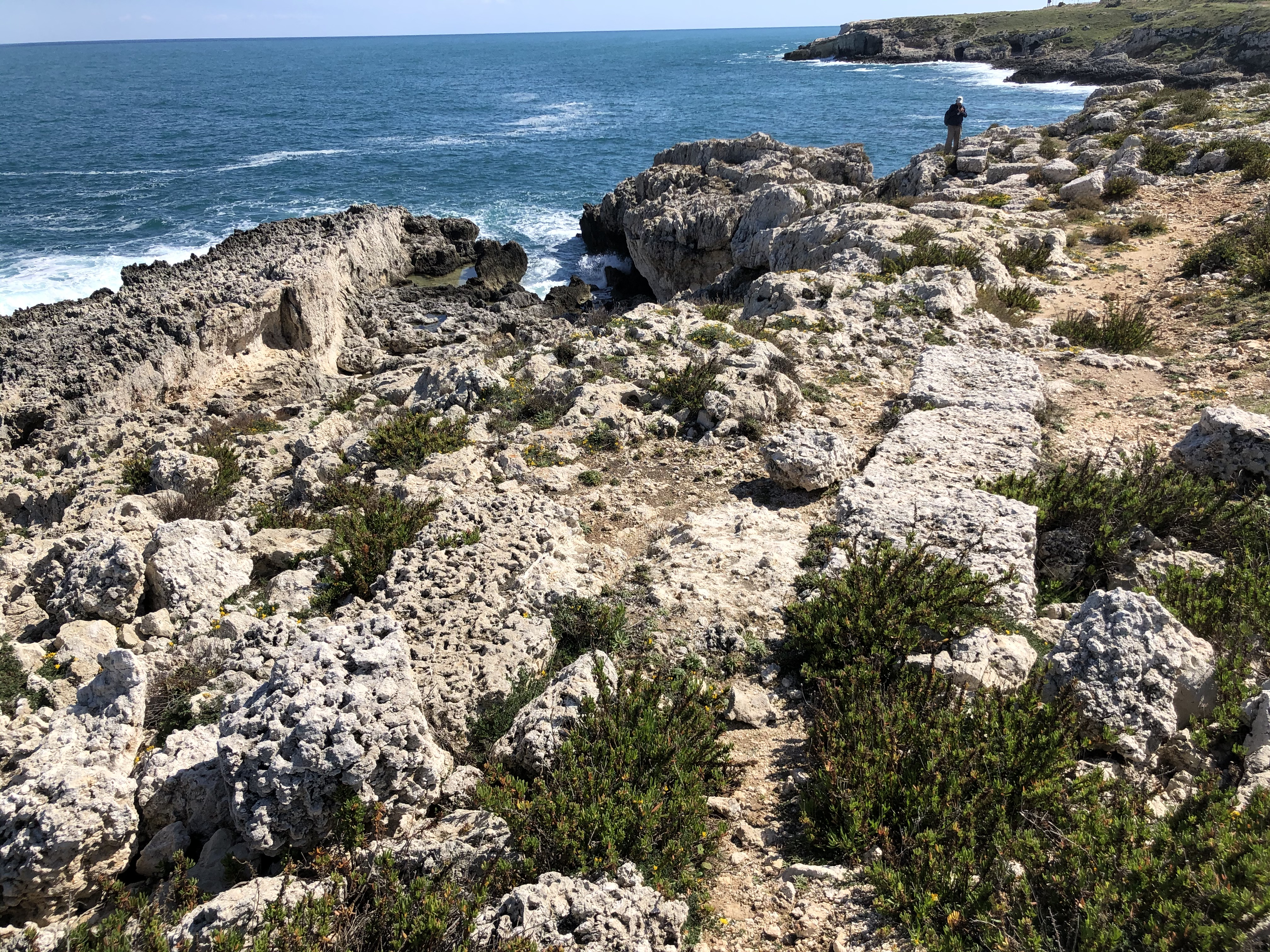
Resti delle mura dionigiane presso contrada Targia: dietro di esse si sviluppano i cart ruts più ampi di Siracusa, paragonabili alla più famosa Clapham Junction maltese

L'ipotesi principale, elargita negli anni passati con assoluta certezza, per quanto riguarda i solchi siracusani, è che essi siano carreggiate, o carraie, d'epoca greca, solcate e quindi modellate dalle ruote dei carri, trainati da animali.

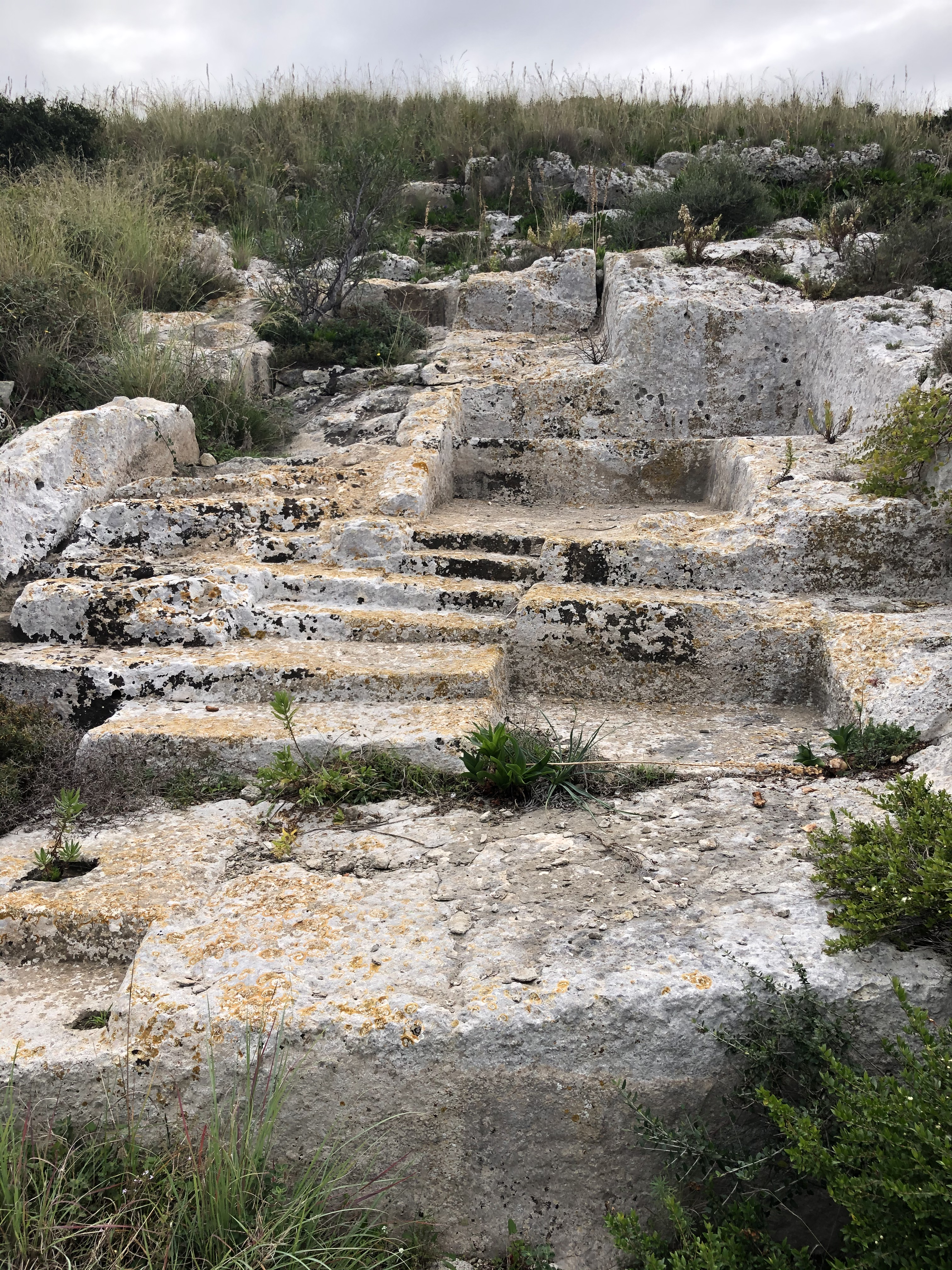
Una delle numerosissime "piattaforme" d'estrazione per la pietra che caratterizzano quasi interamente il paesaggio dei cart ruts siracusani

D'altronde, le tante cave di pietra disseminate nei paraggi dei solchi sembrerebbero confermarlo naturalmente: buona parte dei solchi accompagna difatti il perimetro delle antiche mura dionigiane, fatte fabbricare sotto il comando del tiranno Dionisio I di Siracusa tra il V secolo a.C. e il IV secolo a.C., quando la polis sentì il bisogno di fortificarsi erigendo vaste mura dopo essere scampata alla tentata conquista degli Ateniesi. Secondo Diodoro Siculo vi lavorarono 70.000 schiavi e 6.000 buoi; suddivisi in squadre da 200 uomini ciascuna, che con i carri sarebbero stati in grado di estrarre circa 300 tonnellate di pietra al giorno. Se pur i numeri di Diodoro risultino probabilmente esagerati (sempre più si tende a misurare con occhio critico le parole degli antichi oratori Greci, ritenuti eccessivamente eccentrici in ciò che riguardava il loro ethnos), un tale sforzo avrebbe giustificato la comparsa di numerose carreggiate sulla tenera pietra calcarea. Ma i solchi di Siracusa non sorgono solo nei punti vicino alle mura.
Molto probabilmente non vi sarebbe il ben che minimo motivo di mettere in dubbio la loro funzione e datazione, collocandola con sicurezza negli anni più fiorenti della Siracusa greca, o tutt'al più uno o due secoli indietro (non prima dell'VIII secolo a.C., quando i Corinzi sbarcarono per la prima volta sulle rive ortigiane), se non esistessero altri esempi di carraie così simili a quelle aretusee (due esempi lampanti di ciò sono il sito maltese di Clapham Junction e quello sardo di Su Crocifissu Mannu), situate in luoghi che in quei secoli poco o nulla avevano a che vedere con la colonizzazione greca e con la presenza siracusana in loco, eppure ripetendo lo schema dei solchi siciliani in maniera sorprendentemente fedele, emulandolo egregiamente.
Il paragone naturale è con i solchi che segnano l'isola di Malta (la più vicina geograficamente all'area siracusana): secondo diversi studiosi Malta venne colonizzata migliaia di anni fa dalle popolazioni della Sicilia, non meglio specificate, che diedero inizio all'età del bronzo nell'arcipelago maltese. Secondo tale principio, i templi megalitici di Malta (che vengono generalmente considerati i più antichi al mondo: precedettero la costruzione di Stonehenge, ad esempio), sarebbero opera di quell'antica gente che giunse sull'isolotto dalla Sicilia. E poiché molti cart ruts maltesi sorgono nei pressi di quei templi, è stato ipotizzato che i solchi siano il risultato per il trasporto su carro di quegli enormi massi, inoltre, essendo i templi maltesi datati dal 5000 a.C. al 2000 a.C., anche i suoi cart ruts, di conseguenza, acquisirebbero l'antichissima datazione. Ciò tuttavia comporterebbe due seri enigmi legati a questa ipotizzata connessione di matrice siciliana: il primo è che in Sicilia, soprattutto nell'area di Siracusa (dove i cart ruts sono più sviluppati e più simili a quelli maltesi), non vi sono tracce considerevoli di opere megalitiche (nel siracusano sono del tutto assenti, se si accettua il cosiddetto dolmen di Avola, la cui collocazione è comunque dubbia e soprattutto si trova in un luogo non interessato dai cart ruts), il secondo dilemma consisterebbe nel fatto che mentre i cart ruts siracusani vengono generalmente datati intorno ai primi secoli avanti Cristo, quelli maltesi sembrano collocarsi, in base a ciò che li circonda, in un tempo molto più antico, creando un divario come minimo di oltre 1000 anni tra le due rispettive aree archeologiche, nonostante esse mostrino le medesime, chiare, caratteristiche in comune.
Ciononostante, vi è tra gli studiosi chi pensa che i cart ruts maltesi si siano sviluppati piuttosto indipendentemente dai templi megalitici e lo abbiano fatto in un arco di tempo molto più vicino a quello siracusano: intorno all'VIII o VII secolo a.C. ad opera di popolazione giunte o dall'est della Grecia oppure dalla Fenicia: il popolo dei fenici aveva colonizzato Malta intorno al IX secolo a.C., in seguito i punici di Cartagine (anch'essa colonia fenicia), nel IV secolo a.C. si impossessarono delle isole maltesi, annoverandole tra i propri domini commerciali.

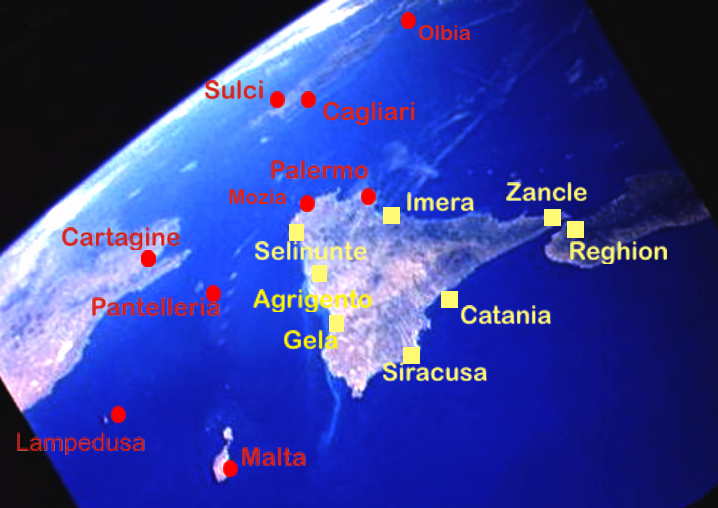
Una panoramica della situazione geo-politica siciliana nel 580 a.C., ai tempi delle prime guerre greco-puniche: si noti che nonostante Siracusa faccia parte, ovviamente, dello schieramento greco (fu la rivale più pericolosa per Cartagine), essa mostrava, probabilmente già all'epoca, quei cart ruts che caratterizzavano piuttosto molti luoghi colonizzati dai fenici e non dai greci

Altri studiosi ancora, come l'archeologo maltese Anthony Bonanno, datano i cart ruts in epoca romana e, dicendoli vie stradali solcate dai carri, le attribuiscono all'opera edilizia dell'Impero romano; tuttavia, tale tesi riscontra numerosi interrogativi, soprattutto in Sicilia: i cart ruts, infatti, rappresenterebbero una sorta di "involuzione" per la civiltà romana, costruttori di ponti e di strade pavimentate. Inoltre, gli antichi Romani non spesero mai tempo o denaro per costruire arterie stradali nella loro provincia di Sicilia, affidandosi piuttosto a quelle principali che trovarono già tracciate dagli antichi Greci.
Seppure i cart ruts vengano genericamente e di rado persino identificati con un proprio nome in lingua latina, attribuito loro dagli studiosi odierni - i cosiddetti orbitae tensarum -, per tutta una serie di motivi, rimane improbabile una loro formazione al tempo romano. Tra questi motivi può essere elencato anche il restringimento urbano di Syrakoussai (con Roma divenuta Syracusae), la quale, conquistata dagli antichi Romani nel 212 a.C., inizia proprio in quei decenni il suo inesorabile e irreversibile declino sociopolitico, asservita al volere imperiale (quando cesseranno d'esistere sia l'Impero romano d'Occidente e sia l'Impero romano d'Oriente, nonostante di quest'ultimo essa si ritroverà a divenirne, suo malgrado, e per dei brevissimi anni, la capitale al posto di Costantinopoli, si mostrerà comunque ristretta e rinchiusa nella sola isola di Ortigia, ben distante dai solchi della Targia). Non troverebbe quindi un semplice senso logico tutto quell'apparente e vivace movimento di estrazione di pietra e di mezzi pesanti da trasporto che lasciarono gli intricati solchi, in «fascio molteplice», nel suo lato nord (pur potendo giustificare, magari, quelli formatisi nella sua parte centrale), se lo si collocasse nell'epoca dei Romani.
L'incerta datazione si fa ancor più evidente se ci si sposta in luoghi come i dintorni di Augusta o quelli di Noto marittima: non sono siti notoriamente frequentati dagli antichi Romani: Augusta, sorta solo in epoca medievale, venne edificata accanto alle rovine di Megara Hyblaea, una polis dalle origini alquanto incerte (si pensa potesse sorgere, a sua volta, sopra le vestigia di un'antica città dei Siculi: un'Ibla), in dissapore con gli antichi Siracusani, venne da questi distrutta una prima volta, poi ricostruita e definitivamente distrutta da Marco Claudio Marcello al tempo dell'assedio. Ma i solchi augustani, sono stati individuati in zone che appaiono troppo distanti dall'area megarese per poter attribuire ai Greci che l'abitarono la loro formazione, a ciò si aggiunga la loro localizzazione in aree spesso decentrate dalle principali arterie viarie e, al contempo, il loro inserimento in un contesto fatto di necropoli preistoriche, alcune risalenti al periodo castellucciano. I solchi del netino, invece, si trovano a ridosso delle latomie di Vendicari e di Eloro; antica colonia di Siracusa, dalle origini incerte: si suppone sia nata come uno dei primi baluardi militari per impedire agli indigeni di entrare nella chora siracusana o, forse, per difendersi dall'espansione dell'allora egemonica Gela di Ippocrate. Qui ciò che sembra accomunare i solchi è l'estrazione della pietra (stando alle grandi cave, o per l'appunto latomie, che sorgono nei paraggi).
L'identico panorama, se pur meno complesso rispetto a quello di Siracusa, lo si ritrova anche nell'estrema punta della Sicilia orientale: tra Pachino e Portopalo di Capo Passero sorgono all'unisono cave, carraie e necropoli preistoriche.
Proprio gli indigeni, ovvero le popolazioni autoctone dell'isola, quindi presumibilmente Sicani e Siculi, sarebbero secondo altri studiosi i veri responsabili di quei solchi:

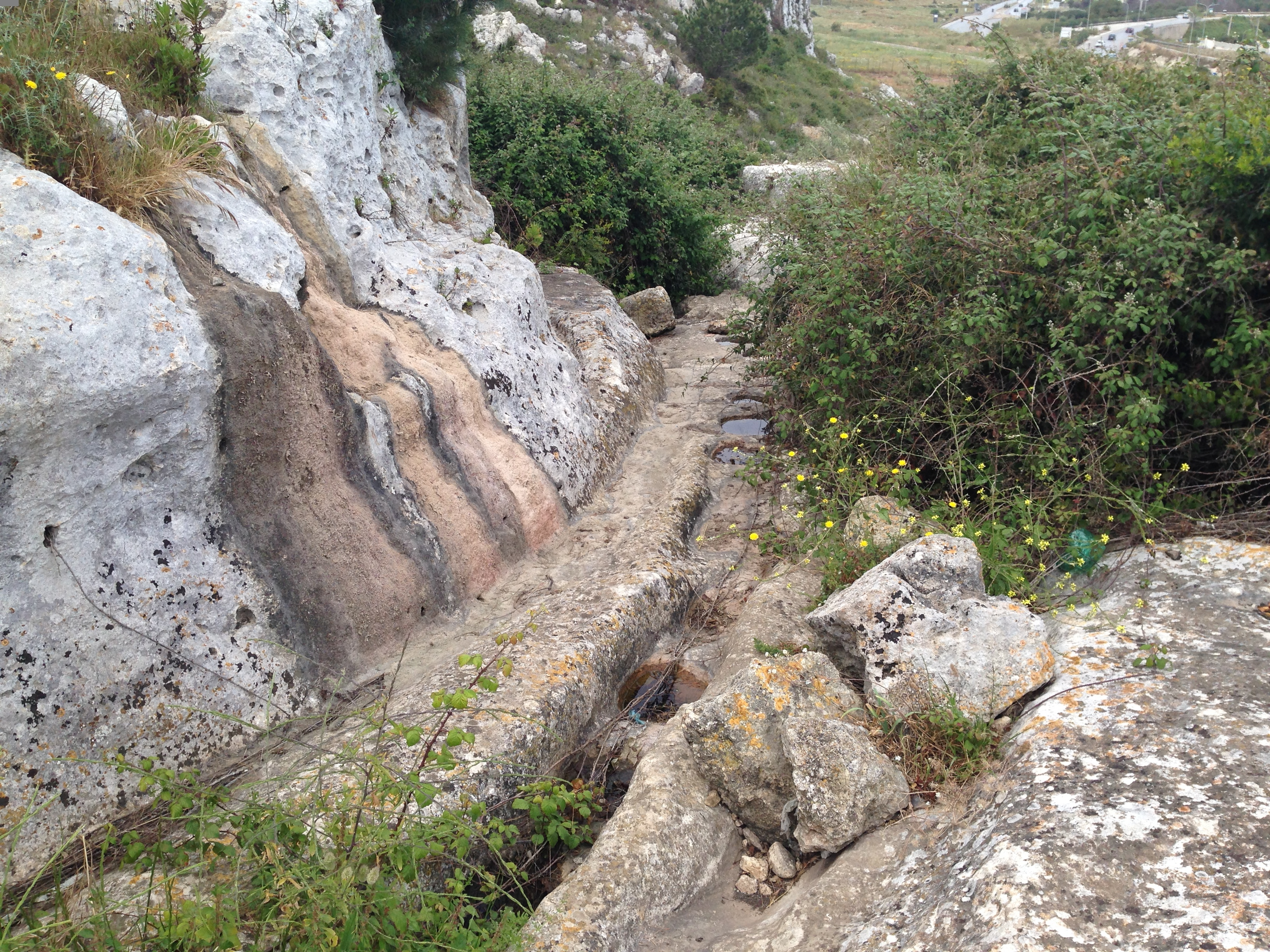
Un cart ruts di Siracusa con tanti "buchi" posti in fila al centro: la medesima, identica, tipologia di cart ruts la si riscontra a Malta: nel [https://www.cartrutsmalta.com/tag/cart-ruts-origins/page/2/ link l'immagine di uno di questo tipo di cart ruts maltese

La possibilità che i Greci si ritrovassero a percorrere delle vie già tracciate millenni prima non può essere esclusa a prescindere, soprattutto se si considera che i Greci pare non eccellessero nella costruzione di arterie stradali e, contrariamente al loro contributo impresso nelle arti e nella scienza siciliane, sembrerebbe che essi preferirono in tal campo affidarsi a semplici solchi formatisi lentamente con lo scorrere del tempo. Il noto archeologo Paolo Orsi, durante uno dei suoi tanti scavi nel siracusano, con le seguenti parole descrisse la scoperta di alcuni cart ruts (che egli chiama «solchi o rotaie»), riservando un pensiero critico ai costruttori Greci:
Secondo studiosi come Italo Russo, le popolazioni dell'età del Bronzo in Sicilia potevano già conoscere l'uso del carro:

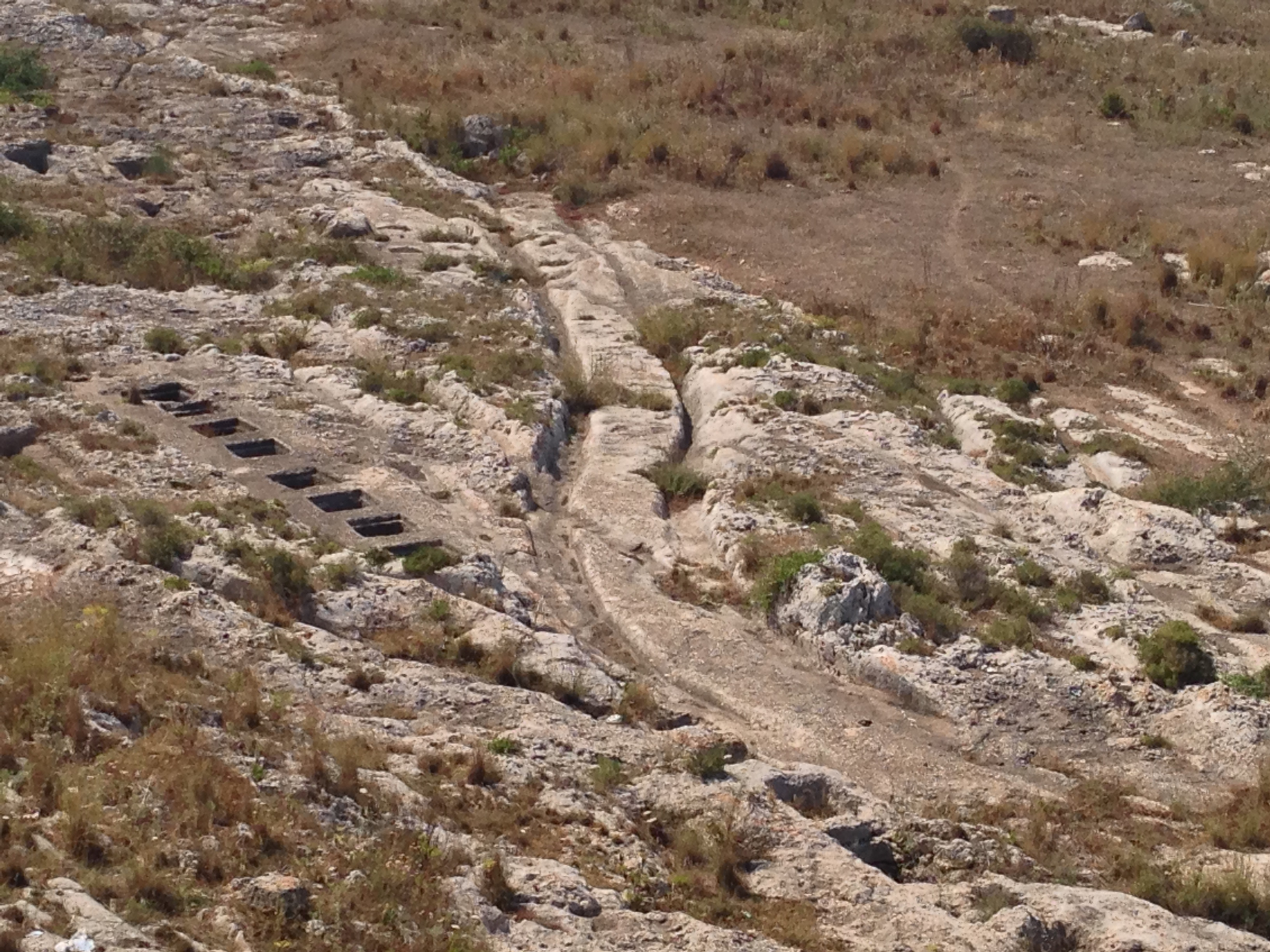
Cart ruts di Siracusa che curva: i larghi fossi che scorrono stavolta in linea verticale accanto ad esso e non al suo centro, sono stati descritti come le fondamenta di un edificio greco ormai scomparso (nelle immediate vicinanze sorge il villaggio di Stentinello, risalente all'età neolitica (VI o V millennio a.C.)

### L'ipotesi dal significato religioso: cart ruts come messaggi sacrali incisi su pietra
Sebbene per alcuni studiosi il moltiplicarsi improvviso a coppie di questi solchi sia spiegabile con il fatto che la pietra calcarea sia talmente tenera da richiedere al più presto il cambio in un altro "binario", e quindi il proliferare dei cart ruts così come avviene a Malta o in Sardegna ma anche a Siracusa (un fenomeno simile è riscontrabile anche in certe zone della Turchia), esso, per altri studiosi, non ha apparente logica di movimento, non è funzionale al trasporto e tradisce, piuttosto, un altro tipo di finalità: religiosa.
Chi critica la teoria secondo la quale i cart ruts altro non potrebbero essere che antichissime vie di trasporto, adduce che i solchi possono spesso prendere tragitti "irrazionali", come l'inerpicarsi su ripide colline, con un pendio tale da risultare impossibile o estremamente difficoltoso da attraversare per gli animali trainanti, con il peso del carro addosso (da qui l'idea dei maltesi che i cart ruts potessero essere stati formati con il solco non del carro ma bensì delle slitte trainate da uomini). Inoltre, essi, alle volte si interrompono senza apparente ragione e, giunti sulle cime (che sembrano essere preferite rispetto ai più agevoli terreni pianeggianti) danno infine l'impressione di voler precipitare nel vuoto. Altri cart ruts, invece, spariscono nell'acqua.
Per il loro proseguire sott'acqua appare esservi tuttavia una spiegazione abbastanza semplice: come fatto presente dall'archeologo britannico David Hilary Trump (che ha osservato e studiato i cart ruts maltesi per oltre 50 anni della sua professione), il mare in oltre 3000 anni si è alzato di livello (si consideri che circa 6000 anni fa il mare era 9 metri più basso rispetto ad oggi), sommergendo molte coste; difatti, anche Siracusa mostra simili caratteristiche e sia sul suolo siracusano che in quello maltese si possono ad esempio osservare grossi silos tondeggianti di pietra (che ad Ognina - Siracusa sud - prendono però il nome di vasche per la calce) dell'epoca antica, ormai quasi completamente inghiottiti dall'acqua del mare (altro elemento che a Siracusa mostra perfettamente l'erosione marina sono le latomie, così legate nel siracusano ai cart ruts, alcune delle quali, sorgendo più di altre in prossimità del mare, si ritrovano odiernamente mezze sommerse).
In realtà, i solchi di Siracusa appaiono più razionali di quelli maltesi o di quelli di altri luoghi geografici, non inerpicandosi su cime che sarebbero difficoltose per gli animali (se la supposizione della carraie risultasse esatta) e seguendo un percorso tutto sommato ben definito. Ma altrove, per tentare di risolvere le suddette incongruenze, è stato per l'appunto ipotizzato che il vero scopo dei solchi sparsi per il Mediterraneo fosse un'antica simbologia in uso presso popolazioni molto preistoriche e che queste la adoperassero per creare una sorta di intima comunicazione con il divino; servendosi dei solchi come riferimenti astronomici.
La teoria religiosa ha interessato da vicino i cart ruts dell'isola di Sardegna; una delle regioni mediterranee che ha meglio conservato le proprie vestigia dell'antichità preistorica: alcuni studiosi sardi sono molto propensi nel datare i cart ruts in epoca romana (non prendendo naturalmente in considerazione i Greci, come piuttosto hanno fatto gli studiosi siciliani, non essendo stata l'isola da essi colonizzata), e addirittura vi è chi sostiene che possano risalire all'epoca medievale. A costoro si contrappone chi pensa invece che i solchi risalgono a un'epoca antichissima: l'epoca in cui i popoli guardavano con venerazione il cielo e allineavano di conseguenza le loro costruzioni terrene. Sarebbe questo il caso dei cart ruts, che in Sardegna si mostrano spesso accanto alle domus de Janas, ovvero a delle particolari tombe più antiche della civiltà nuragica (risalente all'incirca all'XIX secolo a.C.). Proprio la presenza costante delle necropoli e di tombe sparse dovrebbe secondo questi studiosi far comprendere che i cart ruts non potevano avere il semplice compito di arteria stradale, quanto piuttosto pare volessero svolgere una qualche funzione sacrale, terminando in alcuni casi direttamente all'interno dei gruppi tombali (caratteristica che si ritrova anche nel siracusano). Esistono varie supposizioni volte a poter spiegare un eventuale significato astrale o religioso (che in ogni caso resta sfuggente):
- Essi potevano essere dei geoglifi, ovvero dei giganteschi disegni fatti nel terreno per mostrare un messaggio al cielo; un po' come le indecifrabili linee di Sajama (in Bolivia) o i più distinguibili disegni giganti dell'Inghilterra o ancora come le cosiddette linee di Nazca del Perù. Solo che i cart ruts non mostrano alcuna forma di animale o figura di senso compiuto: solo linee che si interrompono senza un apparente perché. Si suppone inoltre che se realmente le linee siano state dei geoglifi, allora i tanti vasi trovati nei loro dintorni, ad esempio sia a Siracusa che a Malta, risalenti a circa il 5000 a.C. e mostranti decorazioni lineari, siano collegati ai solchi e che quelle preistoriche popolazioni impressero sia nella roccia che nella ceramica un loro comune credo.[33][34]

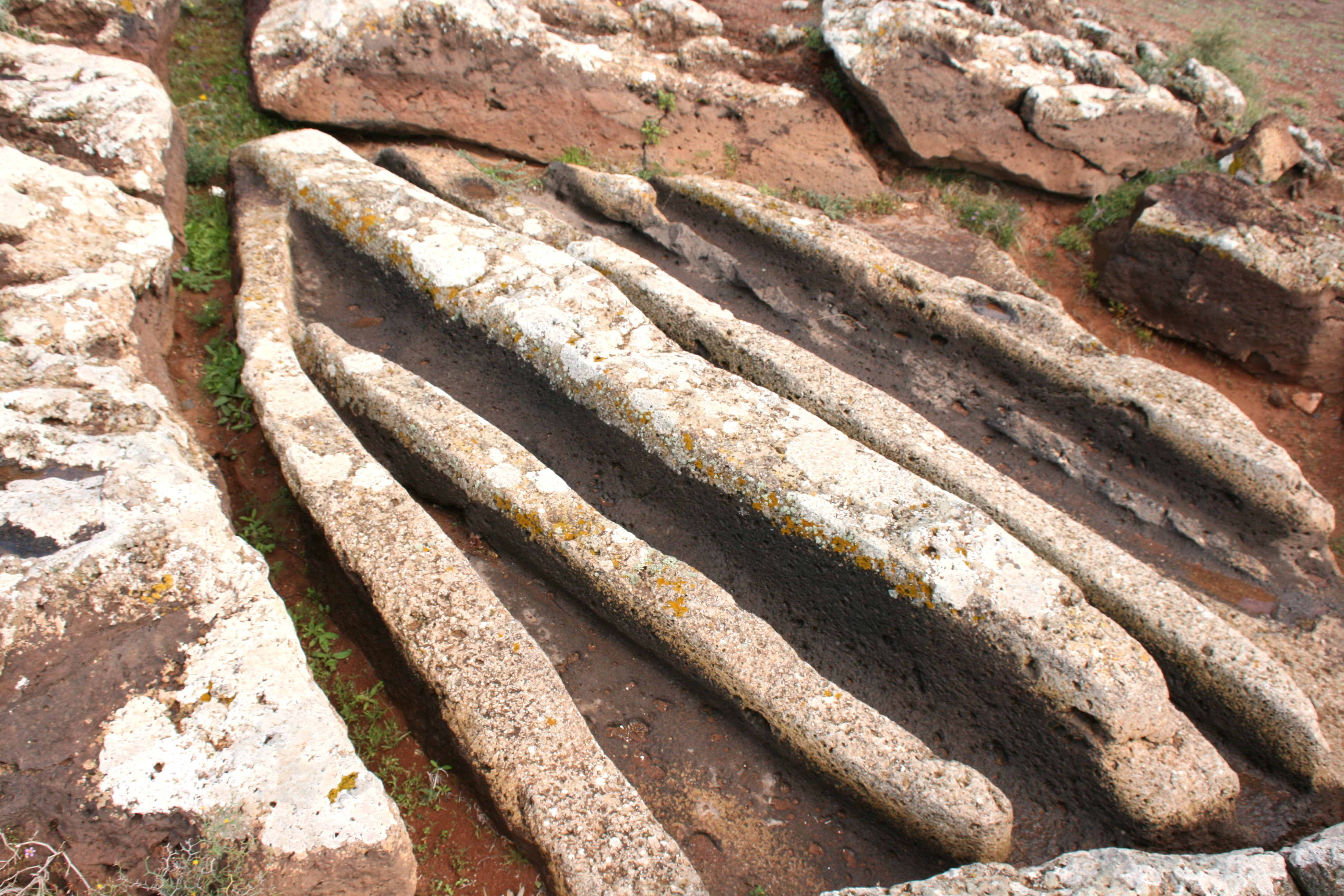
La cosiddetta "Quesera de Zonzamas", a Lanzarote (Canarie): dei cart ruts, che si sostiene siano dei calendari solari

- Oppure potrebbe essersi trattato di una sorta di strumenti astronomici: per alcuni cart ruts che sorgono nelle isole Canarie (difatti profondi cart ruts segnano anche alcune delle isole dell'oceano Atlantico: principalmente Terceira, delle portoghesi Azzorre,[35] e Lanzarote, l'isola spagnola più a oriente delle Canarie), si è ipotizzato la finalità di un calendario per interpretare i solstizi.[36] Si sostiene vi siano simili calendari anche tra i cart ruts di Malta[33] (a Siracusa tuttavia sembrano non sussistere).
- Si è anche ipotizzato che i cart ruts siano in realtà dei complessi canali d'acqua appositamente creati dall'uomo per svolgere delle cerimonie d'iniziazione per il culto del mare: tale ipotesi è stata elaborata da uno studioso italiano, Massimo Frera, il quale, concentrandosi sui cart ruts che segnano il sud della Toscana e comparandoli con quelli di Malta e della Sardegna, suggerisce una finalità legata essenzialmente all'acqua dolce.[37] Il motivo dei solchi, secondo lo studioso, è da andare a individuare nell'antichissimo rapporto rituale che l'uomo ha con l'acqua, le cui tracce sono rimaste scolpite, ad esempio, su delle linee incise in grosse pietre (linee che ricordano quelle dei cart ruts) appartenute un tempo all'antico popolo dei Liguri.[34] Nello specifico, Frera si concentra sulla discussa origine degli Etruschi e, dicendoli orientali (originari dell'Anatolia, sita nell'odierna Turchia), egli li associa ai Popoli del Mare, ai Lidi-Tirreni (secondo una tradizione antichissima tradita da Erodoto, la Lidia sarebbe la patria natia degli Etruschi, detti dai Greci "Tirreni", che per gli Elleni aveva il significato di "gente non greca e pirati barbari"):

(Massimo Frera, Halade Mystai: Iniziandi al mare- Cart ruts: una nuova interpretazione, 2008.)
Tuttavia la sua teoria ha ricevuto anche delle critiche: non vi sarebbe stata la necessità per gli antichi di andare a formare un sistema così artificioso di incanalazione dell'acqua quando essi avevano già a disposizione abbondanti sorgenti, fiumi, ruscelli e paludi naturali per compire i riti acquatici. Oltre ciò, non si capirebbe bene quale sarebbe il nesso con le tombe che, per tale ragione, qualcuno dice essere state costruite in momenti diversi rispetto ai solchi, anche se la loro stretta connessione (come le pesunte dromos tra i cart ruts sardi) sembrerebbe mettere in dubbio anche questa affermazione; ad esempio a Siracusa si sostiene che i solchi svolgessero esattamente una funzione legatissima alle tombe: essi servivano al carro funebre dei Greci per raggiungere la sepoltura (anche se non si spiega bene perché questi alle volte sembrino cadere sulla tomba dall'alto: come nella figura posta sopra a destra nel confronto dei medesimi solchi nel centro di Siracusa e nei pressi di Porto Torres, la quale, tra l'altro, non pare abbia avuto contatti con il popolo greco o con i Siracusani).

### Altra ipotesi: solchi per l'agricoltura
Secondo l'archeologa australiana Claudia Sagona, che si basa su alcune similitudini tra i cart ruts maltesi e dei sistemi agricoli riscontrati in alcune parti del mondo, i solchi non sarebbero altro che un apparato preistorico per l'agricoltura: nel suo studio (Land use in preistoric Malta. A re-examination of the maltese "cart ruts"), elaborato all'università di Birmingham nel 2003, ella sostiene che ciò che i droni e i satelliti odiernamente osservano incuriositi dall'alto, sarebbero semplicemente i resti di un preistorico e lineare sistema agricolo: i solchi sarebbero serviti a proteggere e dividere il raccolto:
La teoria della studiosa Sagona tuttavia molto difficilmente sarebbe plausibile in terre feritili come la Sicilia, poiché, se è vero che Malta anche durante il medioevo patì drammatiche carestie e il suo suolo arido era ben noto ai siciliani (a Siracusa in particolar modo, la quale più di una volta andò in soccorso dei cavalieri di Malta rimasti privi di cibo nell'arcipelago), la maggiore isola del Mediterraneo, viceversa, è nota fin dall'antichità per il suo suolo procace, nel quale vi cresceva con facilità ogni bene della terra; alla stessa Siracusa, seppure sia sicuramente una delle città più rocciose dell'isola, sarebbe stato sufficiente spingersi appena un po' più a sud, presso la sua zona piana, paludosa e ricca di corsi d'acqua dolce, per risolvere il problema agricolo, senza la necessità di andare a creare intricati canali pietrificati.
Ad ogni modo, l'ipotesi elaborata da Claudia Sagona potrebbe secondo alcuni studiosi risolvere il mistero della "scomparsa", così viene definita, del popolo che creò i templi megalitici su Malta (non essendoci in Sicilia templi megalitici si esclude a priori una loro eventuale migrazioni sull'isola maggiore):
Andando distrutto il loro sistema agricolo (i cart ruts), a causa del troppo sfruttamento e di antiche circoscritte catastrofi naturali, senza nessuno a soccorrerli con del cibo dalle vicine isole, essi semplicemente perirono di fame e la loro cultura cessò d'esistere.